# Jalingo
Jalingo is een stad in Nigeria en is sinds 1991 de hoofdplaats van de staat Taraba.
Jalingo is tevens een Local Government Area (LGA) dat in 2006 140.318 inwoners had en in 2016 ongeveer 187.500 inwoners.
De stad ligt in een savannegebied aan de voet van het Shebshigebergte. De stad ligt aan de autoweg A4 ten zuiden van de rivier Benue.
Jalingo is de zetel van een rooms-katholiek bisdom.